# Dvor Mačerole
Dvor Mačerole (nemško Matscherolhoff) je nekoč stal v naselju Leščevje na območju sedanje domačije Leščevje 11 v občini Ivančna gorica.

## Zgodovina
Dvor Mačerole je po Valvazorju stal že leta 1254. Dvor je bil sedež plemičev Mačerolov ("Matscherol"), ki so dvor - neznano kdaj - zgradili in se po njem imenovali oziroma obratno. Navedenega leta se namreč v pisnih virih prvič pojavi vitez Oto pl. Mačerol, ki sta ga nasledila sinova Emerik in Henrik. Sto let kasneje se v virih kot dobrotnik Stiškega samostana pojavi spet Henrik pl. Mačerol. V popisu kranjskih deželanov iz leta 1421 najdemo Nixa, Mateja in Ulrika pl. Mačerola. Hans pl. Mačerol se pojavi 1446 med kranjskimi deželani, ki so pomagali cesarju Frideriku III. v njegovem sporu z bratom Albrehtom VI. ob njegovem obleganju Dunaja. Pred koncem 15. stoletja so dvor upravljali Lapryacherji. Brata Andrej in Janez sta ga leta 1505 prodala stiškemu opatu Janezu. Dvor so kasneje znova pridobili Mačeroli, saj je leta 1515, ko so dvor napadli uporni kmetje, na pomoč Ulriku pl. Mačerolu prišel s svojimi oboroženimi hlapci Boltežar Rauber z bližnjega gradu Kravjek. Zadnjič se član plemiške rodbine Mačerolov pojavi v dokumentu iz leta 1522, nato pa je rod izumrl in imena več ne zasledimo. 
Nadalje je bil dalj časa v lasti Turjaških do leta 1608, ko sta brata Hervard in Ditrik Turjaška dvor prodala Krištofu pl. Semeniču, članu plemiške družine Semenič. Leta 1689 ga je podedoval Volf pl. Semenič. Leta 1791 so dvor kupili plemiči Fodransbergi, ki so ga posedovali do 1861. Takrat ga je kupil odvetnik Ott. Leta 1880 je požgani objekt kupil ljubljanski trgovec Franc Fortuna, ki je dal stavbo podreti.